# Loch Moan
Loch Moan är en sjö i Storbritannien.   Den ligger i riksdelen Skottland, i den centrala delen av landet, 500 km nordväst om huvudstaden London. Loch Moan ligger 221 meter över havet.  I omgivningarna runt Loch Moan växer i huvudsak blandskog.